# Prepublicació

Fases de publicació d'un treball acadèmic (AO = Accés obert)

Una prepublicació (preprint en anglès) és, en l'àmbit de la publicació acadèmica, una versió d'un document acadèmic o article científic previ a la revisió i publicació formals en una revista acadèmica o científica després de passar per una avaluació d'experts. La preimpressió pot estar disponible, sovint com a versió no tipogràfica disponible de franc, abans i/o després que es publiqui un article en una revista.